# Judo-Weltmeisterschaften 2005
Die Judo-Weltmeisterschaften 2005 fanden vom 8. September bis 11. September 2005 im Cairo Stadium Indoor Halls Complex in Kairo, Ägypten, statt.

## Ergebnisse

### Männer
| Gewichtsklasse | Gold                 | Silber                | Bronze                 |
| -------------- | -------------------- | --------------------- | ---------------------- |
| - 60 kg        | Craig Fallon         | Ludwig Paischer       | Cho Nam-suk            |
| - 60 kg        | Craig Fallon         | Ludwig Paischer       | Nicat Şıxəlizadə       |
| - 66 kg        | João Derly           | Masato Uchishiba      | Ārash Miresmāeli       |
| - 66 kg        | João Derly           | Masato Uchishiba      | Miklós Ungvári         |
| - 73 kg        | Ákos Braun           | Francesco Bruyere     | Hennadij Bilodid       |
| - 73 kg        | Ákos Braun           | Francesco Bruyere     | Kiyoshi Uematsu        |
| - 81 kg        | Guillaume Elmont     | Abderrahmane Benamadi | Roman Hontjuk          |
| - 81 kg        | Guillaume Elmont     | Abderrahmane Benamadi | Takashi Ono            |
| - 90 kg        | Hiroshi Izumi        | Ilias Iliadis         | Mark Huizinga          |
| - 90 kg        | Hiroshi Izumi        | Ilias Iliadis         | Andrej Kasussjonak     |
| - 100 kg       | Keiji Suzuki         | Vitaliy Bubon         | Luciano Corrêa         |
| - 100 kg       | Keiji Suzuki         | Vitaliy Bubon         | Dmitri Kabanow         |
| + 100 kg       | Alexander Michailin  | Yasuyuki Muneta       | Lascha Gudschedschiani |
| + 100 kg       | Alexander Michailin  | Yasuyuki Muneta       | Pierre Robin           |
| Offene Klasse  | Dennis van der Geest | Tamerlan Tmenov       | Juri Rybak             |
| Offene Klasse  | Dennis van der Geest | Tamerlan Tmenov       | Yōhei Takai            |

### Frauen
| Gewichtsklasse | Gold              | Silber              | Bronze                   |
| -------------- | ----------------- | ------------------- | ------------------------ |
| - 48 kg        | Yanet Bermoy      | Frédérique Jossinet | Alina Dumitru            |
| - 48 kg        | Yanet Bermoy      | Frédérique Jossinet | Soraya Haddad            |
| - 52 kg        | Ying Li           | Yuki Yokosawa       | An Kum-ae                |
| - 52 kg        | Ying Li           | Yuki Yokosawa       | Telma Monteiro           |
| - 57 kg        | Kye Sun-hui       | Yvonne Bönisch      | Chischigbatyn Erdenet-Od |
| - 57 kg        | Kye Sun-hui       | Yvonne Bönisch      | Sabrina Filzmoser        |
| - 63 kg        | Lucie Décosse     | Ayumi Tanimoto      | Driulis González         |
| - 63 kg        | Lucie Décosse     | Ayumi Tanimoto      | Urška Žolnir             |
| - 70 kg        | Edith Bosch       | Gévrise Émane       | Catherine Jacques        |
| - 70 kg        | Edith Bosch       | Gévrise Émane       | Raša Sraka               |
| - 78 kg        | Yurisel Laborde   | Sae Nakazawa        | Céline Lebrun            |
| - 78 kg        | Yurisel Laborde   | Sae Nakazawa        | Claudia Zwiers           |
| + 78 kg        | Tong Wen          | Karina Bryant       | Anne-Sophie Mondière     |
| + 78 kg        | Tong Wen          | Karina Bryant       | Maki Tsukada             |
| Offene Klasse  | ' Midori Shintani | Karina Bryant       | Anne-Sophie Mondière     |
| Offene Klasse  | ' Midori Shintani | Karina Bryant       | Carola Uilenhoed         |

## Medaillenspiegel
| Rang      | Land                   | Gold | Silber | Bronze | Gesamt |
| --------- | ---------------------- | ---- | ------ | ------ | ------ |
| 1         | Japan                  | 3    | 5      | 3      | 11     |
| 2         | Niederlande            | 3    | 0      | 3      | 6      |
| 3         | Kuba                   | 2    | 0      | 1      | 3      |
| 4         | Volksrepublik China    | 2    | 0      | 0      | 2      |
| 5         | Frankreich             | 1    | 2      | 4      | 7      |
| 6         | Vereinigtes Königreich | 1    | 2      | 0      | 3      |
| 7         | Russland               | 1    | 1      | 1      | 3      |
| 8         | Brasilien              | 1    | 0      | 1      | 2      |
| 8         | Ungarn                 | 1    | 0      | 1      | 2      |
| 8         | Nordkorea              | 1    | 0      | 1      | 2      |
| 11        | Ukraine                | 0    | 1      | 2      | 3      |
| 12        | Algerien               | 0    | 1      | 1      | 2      |
| 12        | Österreich             | 0    | 1      | 1      | 2      |
| 14        | Griechenland           | 0    | 1      | 0      | 1      |
| 14        | Deutschland            | 0    | 1      | 0      | 1      |
| 14        | Italien                | 0    | 1      | 0      | 1      |
| 17        | Slowenien              | 0    | 0      | 2      | 2      |
| 17        | Belarus                | 0    | 0      | 2      | 2      |
| 19        | Südkorea               | 0    | 0      | 1      | 1      |
| 19        | Aserbaidschan          | 0    | 0      | 1      | 1      |
| 19        | Iran                   | 0    | 0      | 1      | 1      |
| 19        | Spanien                | 0    | 0      | 1      | 1      |
| 19        | Rumänien               | 0    | 0      | 1      | 1      |
| 19        | Portugal               | 0    | 0      | 1      | 1      |
| 19        | Mongolei               | 0    | 0      | 1      | 1      |
| 19        | Belgien                | 0    | 0      | 1      | 1      |
| Insgesamt | Insgesamt              | 16   | 16     | 32     | 64     |